# Batalha do Cricaré
A Batalha do Cricaré foi a primeira de uma série de batalhas entre portugueses e índios brasileiros da região da Capitania do Espírito Santo que, posteriormente, ficou conhecida como Guerra dos Aimorés. Ocorreu na confluência dos rios São Mateus e Mariricu, nas proximidades do então povoado do Cricaré, atualmente município de São Mateus. O combate foi travado no ano de 1558 e tinha por objetivo livrar Vasco Fernandes Coutinho, donatário da Capitania do Espírito Santo, e seus homens, do risco de ataque dos nativos.
Seis embarcações e aproximadamente duzentos homens saíram de Porto Seguro rumo ao Povoado do Cricaré e combateram os índios que se defendiam em três fortificações. Após terem destruído duas fortificações, o ataque português perdeu força e tiveram que bater em retirada. A batalha culminou com a morte do principal comandante da batalha, Fernão de Sá, filho do então Governador Geral do Brasil, Mem de Sá.

## Antecedentes
Atravessar o oceano Atlântico para fixar residência no Brasil, no século XVI, era considerado uma aventura, pois enfrentar as doenças tropicais, os animais selvagens e os índios antropófagos não eram coisas fáceis. Os primeiros portugueses, liderados por Vasco Fernandes Coutinho, aportaram na capitania do Espírito Santo em 23 de maio de 1535.Junto com o donatário, vieram aproximadamente 60 colonizadores, os quais eram pescadores, mercadores, agricultores, criminosos e degredados.

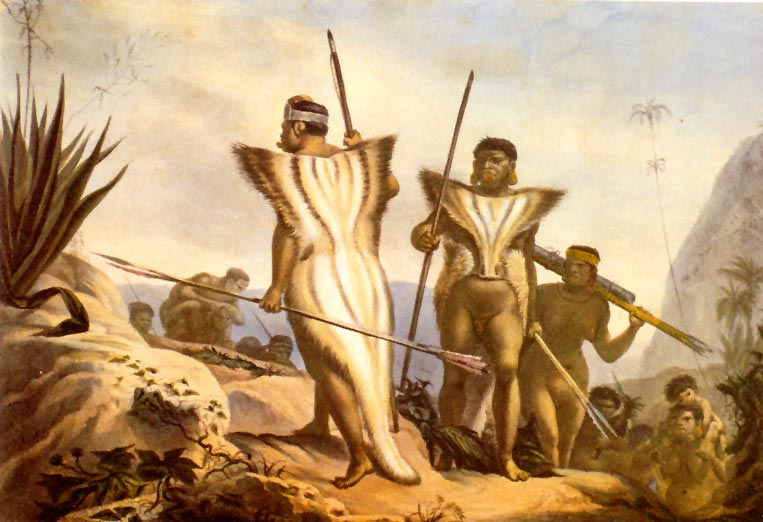
Família de botucudos em marcha, por Jean-Baptiste Debret, 1834

No entanto, a chegada destes colonos foi marcada por um cenário de guerra e resistência dos nativos que ali viviam. Índios aimorés, conhecidos por sua bravura, selvageria, destreza com a guerra e por serem antropófagos receberam os portugueses com flechas e só desistiram quando estes revidaram com canhões e armas de fogo.

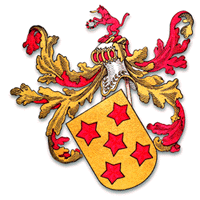
Brasão de Vasco Fernandes Coutinho.

Fixando-se em terras capixabas, Vasco Fernandes Coutinho fundou as vilas do Espírito Santo e de Nossa Senhora da Vitória, desenvolveu a agricultura de cana-de-açúcar e montou engenhos para a produção de açúcar. Combateu os Aimorés, os quais se defendiam com armas primitivas, tais como arco e flecha, tacape e bordunas. Estes eram escravizados para o trabalho nos engenhos e as índias estupradas. Muitas delas se tornaram companheiras e esposas dos portugueses. Os índios começaram a entender que aquele povo poderoso estava vindo para ficar e trataram de se defender como podiam, juntando-se até com nações e tribos adversárias para enfrentar os invasores.

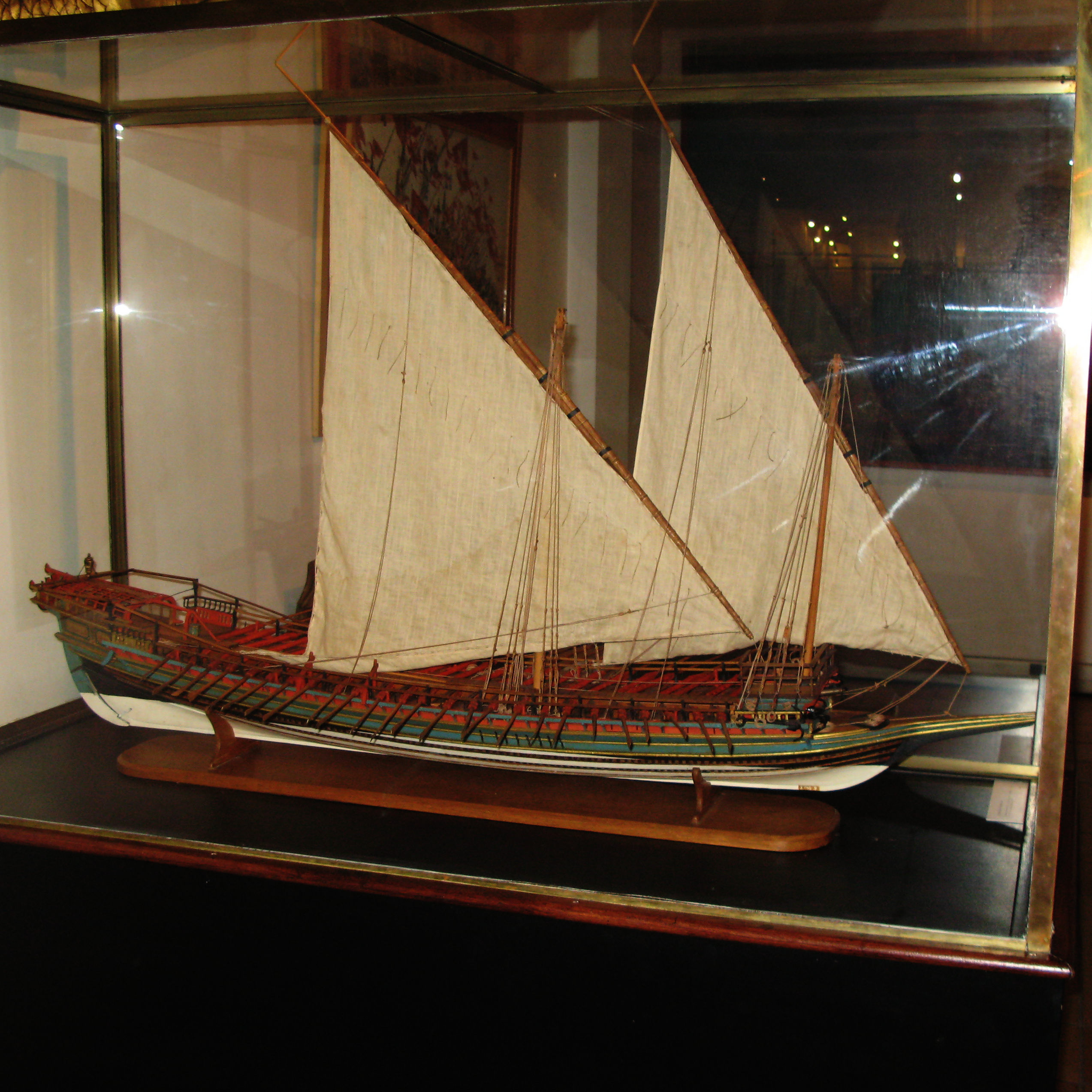
Maquete de uma típica galé do século XVI, no Museu Naval de Toulon

Poucos anos depois, praticamente só, com a mesma nau que viera ao Brasil, Vasco voltou ao Reino de Portugal em busca de ajuda ou a procura de um sócio disposto a compartilhar do projeto de conquista do solo brasileiro. Por quase 7 anos esteve em Portugal e, ao regressar, encontrou a Capitania devastada. Os índios das diversas tribos se organizaram e, mesmo sendo inimigos entre si, uniram-se contra os invasores, devastando tudo que era feito por eles. Os poucos engenhos de açúcar implantados com muita dificuldade e que já tinham propiciado as primeiras exportações para o reino estavam, irremediavelmente, destruídos.
Vasco Fernandes Coutinho tentou trazer de volta os colonos que se haviam dispersado, para unir forças com os homens que trouxera consigo de Portugal. Mesmo assim eram insuficientes para conter os ataques dos índios e em 1557, persuadido de suas poucas forças e queixas de seus colonos, apela para o terceiro e último Governador Geral do Brasil, Mem de Sá, para acudi-lo antes que todos fossem devorados pelos índios, que eram canibais. O governador do Brasil, que recebera a carta no mesmo momento em que Duarte da Costa lhe transmitia o cargo, tomou providências imediatas: enviou seu filho Fernão de Sá os colonos no Espírito Santo.
| “ | Como me derão posee do guoverno loguo me derão cartas de Vasco Fernandez Coutinho Capitão da capitania do Espirito Santo em que dezia que o gentio da sua capitania se allevantara e lhe fazia crua guerra e lhe tinha mortos muitos homens e feridos e que o tinhão serquado na villa onde dias e noites ho combatião e que nam podia deixar de se emtregar a que o comesem se ho não socorresem com muita brevidade [...] e por me não deixar os moradores yr em pessoa mamdei a Fernão de Saa meu filho [...] | ” |

### Prelúdio
O capitão-mor da expedição, Fernão de Sá, deixou Salvador no comando da galé São Simão. Junto a ele estavam os capitães Diogo Morim, conhecido como O Velho, que posteriormente tomou o comando da expedição, e Paulo Dias Adorno. Baltazar de Sá, primo de Fernão, comandava a galé Conceição. Em Porto Seguro juntaram-se à expedição os capitães Diogo Álvares e Gaspar Barbosa, com seus Caravelões.
Ainda em Porto Seguro, Fernão de Sá chegou recebeu a informação que a grande concentração de índios que combatiam Vasco Fernandes Coutinho estava na região da Aldeia do Cricaré. Além disso, a proximidade com a então Capitania de Porto Seguro representava um risco iminente a esta. Sendo assim, a deixa  com aproximadamente 200 homens em 6 embarcações e veleja rumo ao rio Cricaré.
Entrando pela barra do Rio São Mateus, que deságua em Conceição da Barra, a esquadra navegou cautelosamente temendo um ataque surpresa dos indígenas por quatro dias rio acima, contra a corrente, tendo que ser impulsionada com a ajuda de remos, até dar com uma fortificação, próximo à confluência dos rios São Mateus e Mariricu, onde iniciou-se a batalha.

## Batalha
O assalto se iniciou logo antes do amanhecer, pondo finalmente as proas das embarcações em terra, o que, no rio em que navegavam era permitido apenas a preamar. No entanto, ainda antes de tocarem a praia, foram atacados pelos indígenas, que para tentar conter o desembarque, realizaram um ataque utilizando-se de arcos e flechas. Estes primeiros momentos do encontro portanto se deram ainda no leito do rio. Este ataque foi desencorajado pelo uso, por parte dos portugueses, de artilharia de bordo, fazendo com que os  indígenas retrocedessem, debandando para o interior da fortaleza.
O avanço contra a fortificação indígena se fez a golpes de machado e disparos de arma de fogo, sendo este ataque revidado por nuvens de flechas que eram lançadas pelas frestas da fortaleza e aparadas pelo uso dos escudos portugueses. Rompida a barreira, possibilitando assim o assalto português, estes são recebidos por uma descarga de flechas indígenas, já reagrupados, que, de imediato, causou duas baixas muito comemoradas pelos nativos. Este fato levou a um combate corpo a corpo, onde os portugueses, munidos de espadas, saíram vitoriosos.
Enquanto isso, cuidou-se para que as embarcações fossem manobradas para o meio do rio, para que estas não ficassem encalhadas com o advento da maré baixa. Além disso, esta estratégia teve por base a utilização da artilharia de bordo, que desde o início da ação bombardeava o arraial inimigo.
Em terra, após os acontecimentos na primeira frente de batalha, e, havendo mais uma vez uma debandada indígena, estes reagrupam-se em uma segunda fortificação, logo posta abaixo pelos portugueses, iniciando assim um novo combate corpo a corpo. Não fazendo frente à investida portuguesa, os nativos mais uma vez bateram em retirada, retrocedendo até uma terceira fortificação. Neste ponto, a sorte do combate virou em desfavor dos portugueses, com a retirada vitoriosa do restante da tropa em direção à praia. Variam as versões para justificar a manobra, sem dúvida não prevista dentro do esquema do combate até então.
| “ | [...] pelejaram tão bem que tinham já a cerca rendida, si os acudissem com duas panelas de pólvora, que nunca lhes quizeram levar. Os Portuguezes, descuidados com a victoria, sem se poderem aproveitar, pela inadvertencia, das armas de fogo, forão desbaratados, e postos em retirada. | ” |

Mem de Sá.

Avançando demais na batalha, Fernão Sá, acompanhado de outros nove combatentes, quase obteve êxito em render a última fortaleza, só não o conseguindo pelo fato de terem ficado sem pólvora, batendo então em retirada. Percebendo os indígenas que os portugueses retiravam-se do campo de batalha, abandonam a última fortaleza, perseguindo-os até as margens do rio. Os portugueses no entanto foram pegos de surpresa,pois, à beira do Cricaré não encontravam-se mais as embarcações.
Fernão de Sá foi morto juntamente com Manuel Álvares e Diogo Álvares, ambos filho de Diogo Álvares Correia, o Caramuru – lampreia em tupi – e mais três soldados. sendo que os demais conseguiram se salvar a nado.

## Consequências
Após este revés, a esquadra portuguesa bateu em retirada rumo à vila de Vitória sob o comando de Diogo Morim. Mem de Sá, posteriormente, enviou seu sobrinho Baltazar de Sá até a Capitania do Espírito Santo, ao comando de uma nova esquadra, sendo realizada uma grande matança de índios, pacificando a Capitania por um breve período. Além disso, Mem de Sá sugeriu, em carta à regente Dona Catarina, sua encampação para fundar uma cidade real, a fim de proteger as Capitanias do sul, o que acabou não acontecendo, dada a fundação da cidade do Rio de Janeiro.